# Georg Thomschitz
Georg Thomschitz (* 28. März 1916 in Lindabrunn; † 15. Februar 1985 in Wien) war ein österreichischer Politiker (SPÖ) und Volksschuldirektor. Er war von 1965 bis 1979 Abgeordneter zum Landtag von Niederösterreich.

## Leben
Thomschitz besuchte die Lehrerbildungsanstalt und schloss seine Ausbildung mit der Matura ab. Er leistete in der Folge zwischen 1937 und 1945 seinen Militärdienst beim Österreichischen Bundesheer bzw. der deutschen Wehrmacht ab und war nach dem Ende des Zweiten Weltkriegs ab 1945 als Volksschullehrer beschäftigt. Er wurde in der Folge Volksschuldirektor.

## Politik
Thomschitz war ab 1950 Vizebürgermeister in Zillingdorf und war von 1953 bis 1982 ebendort Bürgermeister. Er war Vizepräsident des ASKÖ. Thomaschitz vertrat die SPÖ vom 30. September 1965 bis zum 19. April 1979 im Niederösterreichischen Landtag. 